# TH Liner
TH Liner（日语： Tīeichirainā */?）是由東武鐵道和東京地下鐵營運的座位指定列車之愛稱。列車途經東武伊勢崎線和東京地下鐵日比谷線。

## 概要
在2019年3月26日，東武鐵道和東京地下鐵發表將會在東武伊勢崎線和東京地下鐵日比谷線引入相互直通運輸的收費座位列車。同年12月19日，列車名稱定為「TH Liner」，同時發表開始運行日期、運行區間、班次與停車站。
此列車為第一架直通至東京地下鐵日比谷線的定期收費列車，也是首架定期列車於東京地下鐵日比谷線内通過運輸。另外，此列車不是東京地下鐵首架設有座位指定制的定期列車。在2008年，於千代田線內已經設有「特急「浪漫特快」」；在2017年，於有樂町線和副都心線設有「S-TRAIN」。另一方面，此列車不是東武鐵道首架設有座位指定制的定期列車，東上線在2008年起已經設有TJ Liner（座位指定費用系統以TJ Liner為準），但是此列車是首架直通至地下鐵的收費列車。此外，此列車是首次設有定期列車從日比谷線直通駛入伊勢崎線東武動物公園站至久喜站之間。
此列車愛稱中的「TH」，是取自「東武線＜TOBU＞和日比谷線＜HIBIYA＞連接的Liner」，也可解作「東京（都心）＜TOKYO＞直達家＜HOME＞的通勤Liner」。列車標誌的顏色使用了紅色、黑色和日比谷線的路線顏色灰色，並以白線線貫穿文字中心，這代表2條路線不需要轉乘的方便性。
另外，在車站資訊牌上沒有標明此列車的類別，單以「TH Liner」表示此列車。但是在東京地下鐵官方網站的各站時間表中，前往久喜的班次會以「TH Liner」作為列車類別，前往惠比壽的自由上下車區間會以「普通」作為列車類別。

## 歷史
- 2019年（平成31年・令和元年）
  - 3月26日：發表開設東武伊勢崎線、東京地下鐵日比谷線互相直通的座位指定制列車計劃[2]。
  - 12月19日：發表列車名稱、開始運行日、運行區間、班次和停車站[1]。
- 2020年（令和2年）6月6日：開始運行[1][6][7]。
- 2021年（令和3年）4月12日 - 6月11日：在這個期間，前往久喜的班次臨時加停草加站（下車專用）[8]。座席指定料金は新越谷駅・せんげん台駅と同料金扱い。
- 2022年（令和4年）3月12日：平日時間表中，從霞關前往久喜的班次提早1小時（班次數量不變）[9]。

## 運行形態
在平日與星期六及假日，早上時段設有2班從久喜出發前往惠比壽的班次，黃昏至晚上時段設有5班從霞關出發前往久喜的班次。星期六及日前往惠比壽的班次時間比較接近日間。

### 停車站
圖例
●：停車、○：停車（只可乘車）、◎：停車（只可下車）
| 公司名稱 | 公司名稱 | 公司名稱        | 東武鐵道 | 東武鐵道       | 東武鐵道 | 東武鐵道 | 東武鐵道 | 東京地下鐵 | 東京地下鐵 | 東京地下鐵 | 東京地下鐵 | 東京地下鐵 | 東京地下鐵    | 東京地下鐵 | 東京地下鐵 | 東京地下鐵 | 東京地下鐵 |
| 路線名   | 路線名   | 路線名          | 伊勢崎線 | 伊勢崎線       | 伊勢崎線 | 伊勢崎線 | 伊勢崎線 | 日比谷線   | 日比谷線   | 日比谷線   | 日比谷線   | 日比谷線   | 日比谷線      | 日比谷線   | 日比谷線   | 日比谷線   | 日比谷線   |
| 方向     | 方向     | 班次數量 ＼站名 | 久喜站   | 東武動物公園站 | 春日部站 | 千間台站 | 新越谷站 | 上野站     | 秋葉原站   | 茅場町站   | 銀座站     | 霞關站     | 虎之門Hills站 | 神谷町站   | 六本木站   | 廣尾站     | 惠比壽站   |
| -------- | -------- | --------------- | -------- | -------------- | -------- | -------- | -------- | ---------- | ---------- | ---------- | ---------- | ---------- | ------------- | ---------- | ---------- | ---------- | ---------- |
| 上行     | →        | 2班             | ○        | ○              | ○        | ○        | ○        | ◎          | ◎          | ◎          | ◎          | ●          | ●             | ●          | ●          | ●          | ◎          |
| 下行     | ←        | 5班             | ◎        | ◎              | ◎        | ◎        | ◎        | ○          | ○          | ○          | ○          | ○          |               |            |            |            |            |

※北千住站也會停車（運輸停車），該站會讓乘務員交班。
※在北越谷站至北千住站之間的四線區間中，北越谷站至西新井站之間列車使用急行線，梅島站至北千住站之間使用緩行線。因此，在西新井站至梅島站之間新設了急行線與緩行線的單向渡線。

### 座位指定費用

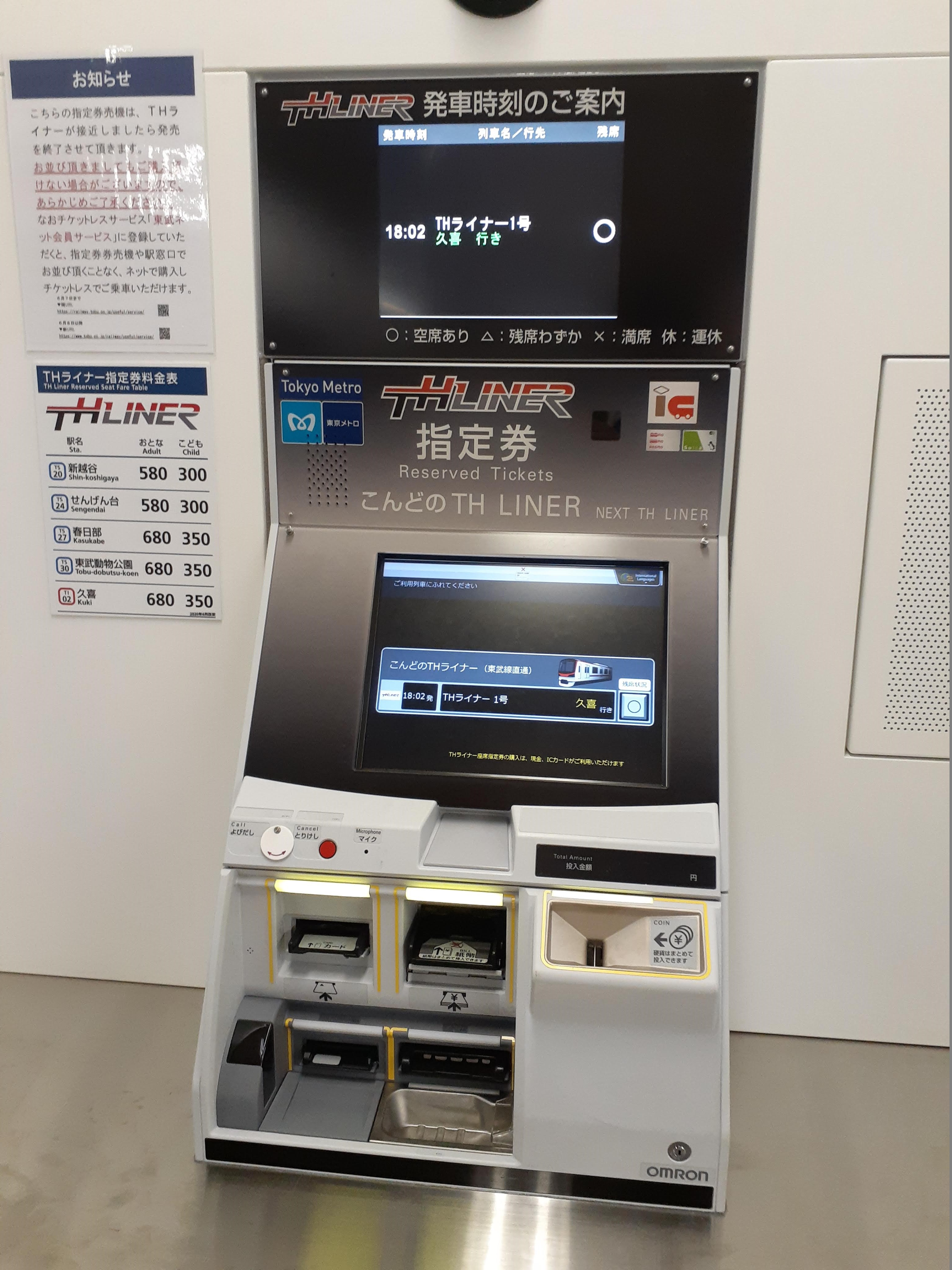
座位指定券 販賣機

座位指定費用分為東武線和東京地下鐵線兩公司，乘坐此列車時需要支付兩公司的費用。小童半價。只外，霞關 → 惠比壽之間只需乘車券便可乘車。
- 此收費制度承襲東武線TJ Liner的收費制度[11][注 3]

以下為購入「座位指定費用」的價錢：
| 東武線的乘車公里數         | 東武    | 地下鐵  | 合計             | 車內(小童)       |
| -------------------------- | ------- | ------- | ---------------- | ---------------- |
| 25km以上(春日部至久喜之間) | 470日圓 | 210日圓 | 680日圓          | 880日圓(550日圓) |
| 25km以内(淺間台至新越谷)   | 210日圓 | 580日圓 | 780日圓(500日圓) |                  |

若於車內購入「座位指定費用」的話，需要額外加200日圓。而在這個情況下，將不會指定座位。

### 使用車輛
TH Liner使用配置雙人座位的東武70090型電動列車。

## 注腳

## 外部連結
- TH Liner （页面存档备份，存于） - 東武鐵道